# Yulia Navalnaya
Yulia Borísovna Naválnaya, nacida Abrósimova (en ruso: Юлия Борисовна Навальная; Moscú, 24 de julio de 1976) es una economista y política rusa. Fue esposa del líder de la oposición rusa Alekséi Navalni, fallecido en 2024.
El 1 de julio de 2024, Yulia Naválnaya fue elegida presidenta de Human Rights Foundation, sucediendo en el puesto a Garri Kaspárov.

## Biografía
Nacida en Moscú en 1976, es hija del científico Borís Aleksándrovich Abrósimov (1952-1996). Se graduó en Economía por la Universidad Rusa de Economía Plejánov. Tras un periodo de pasantía en el extranjero, estudió posgrado y trabajó durante algún tiempo en un banco de Moscú. En el verano de 1998, durante unas vacaciones en Turquía, conoció a Alekséi Navalni, un abogado que también vivía en Moscú. En 2000, se convirtió en la esposa de Navalni, con el que tuvo dos hijos: Daria (2001) y Zajar (2008). En 2000, se unió al partido socioliberal y pro occidental Yábloko, partido que abandonó en 2010 tras la expulsión de su marido por un conflicto con el secretario Grigori Yavlinski.

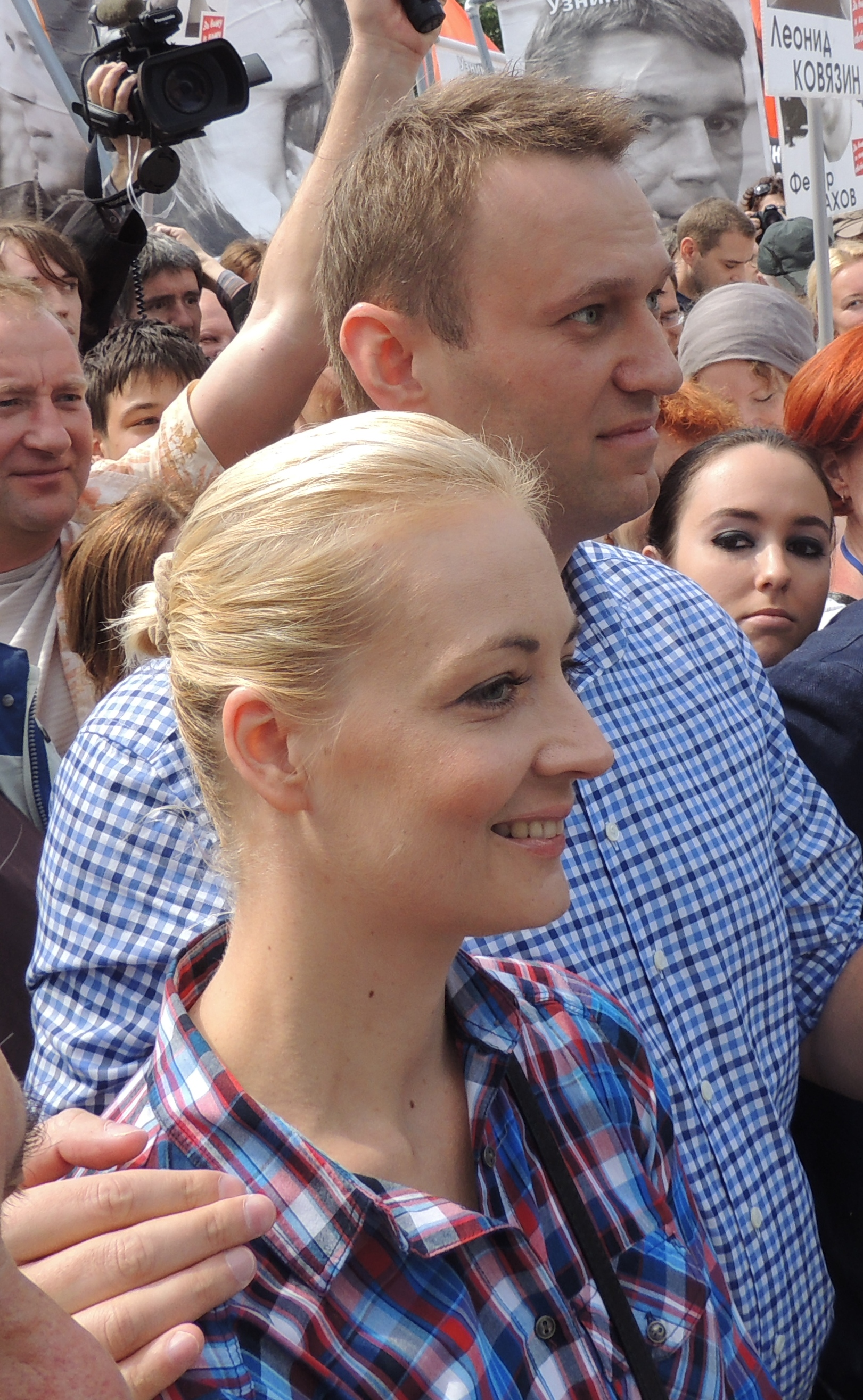
Alekséi y Yulia Naválnaya

En 2007, Alekséi Navalni ganó fama entre los rusos como bloguero y político de oposición. Su esposa Yulia se convirtió en la primera secretaria y asistente de su marido. La vida familiar se puso en el foco de la opinión pública, de modo que Naválnaya pasó a ser el centro de atención como la "primera dama de la oposición rusa".

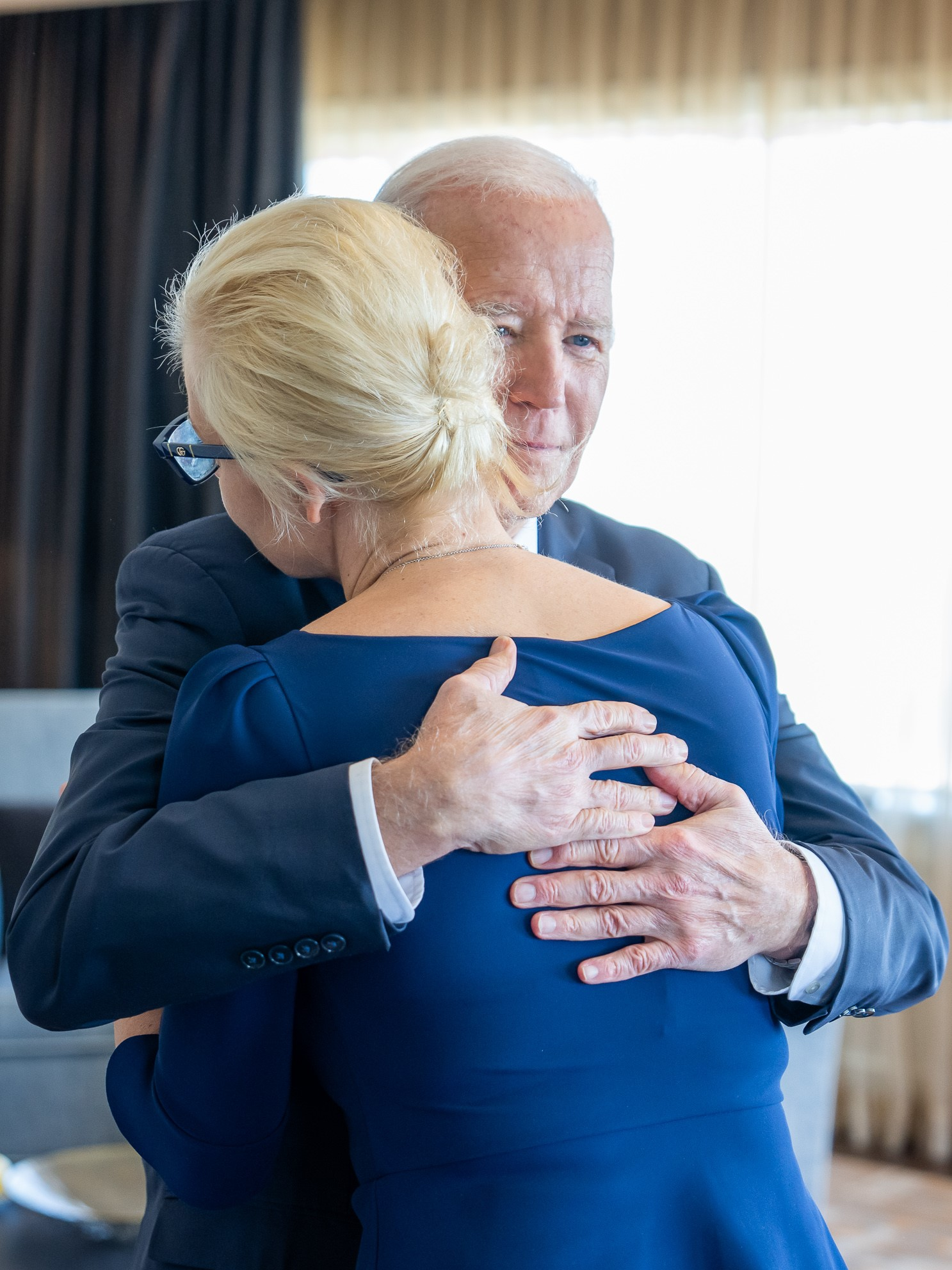
Presidente Joe Biden y Yulia Naválnaya en San Francisco, California, 22 de febrero de 2024

A finales del verano de 2020, su marido fue trasladado de urgencia al hospital de Omsk, bajo sospecha de envenenamiento. Ella insistió en que Alekséi fuera enviado a Alemania para recibir tratamiento e incluso se dirigió directamente al presidente ruso Vladímir Putin. Después de que los médicos alemanes confirmaran su envenenamiento, el médico ruso Leonid Roshal dijo que no había encontrado ninguna sustancia venenosa en las muestras de Navalni. Siguió a su marido a Berlín, estuvo junto a él en el hospital Charité.
En enero de 2021, regresó a Rusia con su marido y Alekséi fue detenido en el control fronterizo. El 21 de enero, Yulia anunció que asistiría a una manifestación en apoyo de su esposo. El 23 de enero fue arrestada, pero puesta en libertad a las pocas horas. Participó en protestas en apoyo de su marido los días 23 y 31 de enero y 2 y 14 de febrero de 2021.
El 16 de febrero de 2024, el servicio penitenciario ruso anunció la muerte de su marido en una prisión del Distrito autónomo de Yamalia-Nenetsia, una muerte no aclarada.